# 田中伶奈
田中 伶奈（たなか れいな、1999年9月8日 - ）は、岐阜県出身の、日本の柔道選手。階級は78kg級。身長170㎝。組み手は右組み。血液型A型。得意技は大外刈。

## 経歴
柔道は5歳の時に中村道場で始めた。羽島中学3年の時に全国中学校柔道大会の70㎏級で3位になった。鶯谷高校へ進むと、1年の時に全国高校選手権の無差別で3位になった。2年の時には全日本カデの70㎏級で2位だった。全国高校選手権の無差別では再び3位となった。3年の時にはインターハイの78㎏級で2位になった。
2018年に東海大学へ進学すると、1年の時に全日本ジュニアで3位、体重別団体では2位になった。2年の時には優勝大会と体重別団体で優勝、学生体重別では3位だった。4年の時には優勝大会で優勝、体重別団体で3位になった。2022年には大阪府警の所属となると、2023年から全国警察柔道選手権大会の70㎏超級で2連覇した。2025年の全日本選手権では全くの伏兵ながら決勝まで勝ち上がると、57㎏級の選手である筑波大学2年の白金未桜との伏兵対決に大外刈で一本勝ちして勝利して、全日本選手権初優勝を飾った。

## 戦績
- 2014年 -　全国中学校柔道大会　3位(70㎏級)
- 2016年 -　全国高校選手権　3位(無差別)
- 2016年 -　全日本カデ　2位(70㎏級)
- 2017年 -　全国高校選手権　3位(無差別)
- 2017年 -　インターハイ　2位
- 2017年 - ジュニア交流大会 優勝
- 2018年 -　チューリンゲンジュニア国際　3位
- 2018年　- 全日本ジュニア　3位
- 2018年 -　体重別団体　2位
- 2019年 -　優勝大会　優勝
- 2019年 -　学生体重別　3位
- 2019年 -　体重別団体　優勝
- 2021年 -　優勝大会　優勝
- 2021年 -　体重別団体　3位
- 2022年 -　全国警察柔道選手権大会　3位(70㎏超級)
- 2023年 -　全国警察柔道選手権大会　優勝(70㎏超級)
- 2024年 -　全国警察柔道選手権大会　優勝(70㎏超級)
- 2025年 -　全日本選手権 優勝

(出典JudoInside.com)